# Linth
Pour la commune belge voir Linth
La Linth est une rivière suisse qui arrose les cantons de Glaris, Saint-Gall et Schwytz.

## Géographie
Elle est formée par la réunion du Sandbach et du Limmerenbach prenant tous deux leurs sources dans le massif du Tödi. La rivière s'écoule vers le nord jusqu'au lac de Walenstadt. Ensuite elle s'écoule jusqu'au lac de Zurich via le canal de la Linth. À sa sortie du lac de Zurich, elle prend le nom de Limmat et s'écoule jusqu'à l'Aar.

## Histoire

### Révolution française
Le 25 septembre 1799, le passage de la Linth par les troupes françaises à Bilten, défendu par 40 redoutes autrichiennes, donna lieu à un combat où la 25e demi-brigade légère de deuxième formation se distingua particulièrement.

## Sources et références
1. ↑  Gravure de 1860; passage de la Linth à Bilten le 25 septembre 1799